# Myrna Veenstra
Myrna Veenstra (Goes, 4 maart 1975) is een voormalig Nederlands hockeyster, die 79 officiële interlands (één doelpunt) speelde voor de Nederlandse vrouwenhockeyploeg.
Haar debuut voor Oranje maakte de verdedigster op 6 februari 1997 tijdens een oefentrip naar Zuid-Afrika, in de wedstrijd Zuid-Afrika-Nederland (1-4). Ruim drie jaar later speelde de speelster van achtereenvolgens Laren en Amsterdam haar laatste interland: op 29 september 2000 (tegen Spanje, 2-0)
Dillianne van den Boogaard · 
Minke Booij · 
Ageeth Boomgaardt · 
Julie Deiters · 
Mijntje Donners · 
Fleur van de Kieft · 
Fatima Moreira de Melo · 
Clarinda Sinnige · 
Hanneke Smabers · 
Minke Smabers · 
Margje Teeuwen · 
Carole Thate · 
Daphne Touw · 
Macha van der Vaart · 
Myrna Veenstra · 
Suzan van der Wielen ·
Coach: Tom van 't Hek